# João Miguel dos Santos Simões
João Miguel dos Santos Simões (1907-1972) was een Portugees kunsthistoricus. Hij stond bekend als een expert op het gebied van de tegel, de zogeheten azulejos. Hij stond onder meer aan de wieg van het Nationaal Tegelmuseum in Lissabon.
Santos Simões gaf regelmatig lezingen in Nederland. Hij vond in het voormalig Nederlands-Brazilië, in de buurt van Pernambuco, veel tegels en heeft deze beschreven. Deze tegels waren grotendeels afkomstig uit het paleis 'Vrijburgh' van landvoogd Johan Maurits van Nassau-Siegen ('de Braziliaan') in de hoofdstad Recife.
Simões schreef onder meer Carreaux céramiques hollandais au Portugal et en Espagne, Tegels in Portugal in de zeventiende eeuw en Tegels in Portugal in de achttiende eeuw.